# Gare de Gion-Shijō
La gare de Gion-Shijō (祇園四条駅, Gion-Shijō-eki) est une gare ferroviaire de la ville de Kyoto au Japon. La gare est gérée par la compagnie Keihan.

## Situation ferroviaire
La gare de Gion-Shijō est située au point kilométrique (PK) 48,6 de la ligne principale Keihan.

## Histoire
La gare est inaugurée le 27 octobre 1915 sous le nom de gare de Shijō. Elle devient souterraine en 1987.
La gare est renommée gare de Gion-Shijō en 2008 pour marquer sa proximité avec le quartier de Gion et éviter la confusion avec la station Shijō du métro de Kyoto.

## Service des voyageurs

### Accès et accueil
Gare souterraine, elle dispose d'une salle d'échange avec guichets. Elle est ouverte tous les jours.

### Desserte
- Ligne principale Keihan :
  - voie 1 : direction Sanjō (interconnexion avec la ligne Keihan Ōtō pour Demachiyanagi)
  - voie 2 : direction Chūshojima, Hirakatashi, Yodoyabashi et Nakanoshima

### Intermodalité
La gare de Kyoto-Kawaramachi, terminus de la ligne Hankyu Kyoto, est située à environ 200 m à l'ouest de la gare.

## Dans les environs
- Gion
- Miyagawa-chō
- Ponto-chō
- Yasaka-jinja